# بهاره (شیراز)
بهاره (شیراز)، روستایی از توابع بخش ارژن شهرستان شیراز در استان فارس ایران است.

## جمعیت
این روستا در فاصله ۶۰ کیلومتری شیراز و جزو بخش ارژن  از دهستان کوهمره  و دارای جمعیتی بالغ بر ۴۰خانوار و ۲۰۰ نفر جمعیت می‌باشد .روستای بهاره به دلیل موقعیت جغرافیایی خاص آن و ساختمانهای نوساز و یکدست و همچنین باغ‌های انار مرغوب و هوای معتدل مورد توجه  ویژه بوده‌است.چشمه (سر )بهاره که در انتهای روستا واقع شده‌است  که بخصوص در سال‌های پربارش دارای جذابیتهای فوق العاده ای است.